# 아나스타샤 다비도바

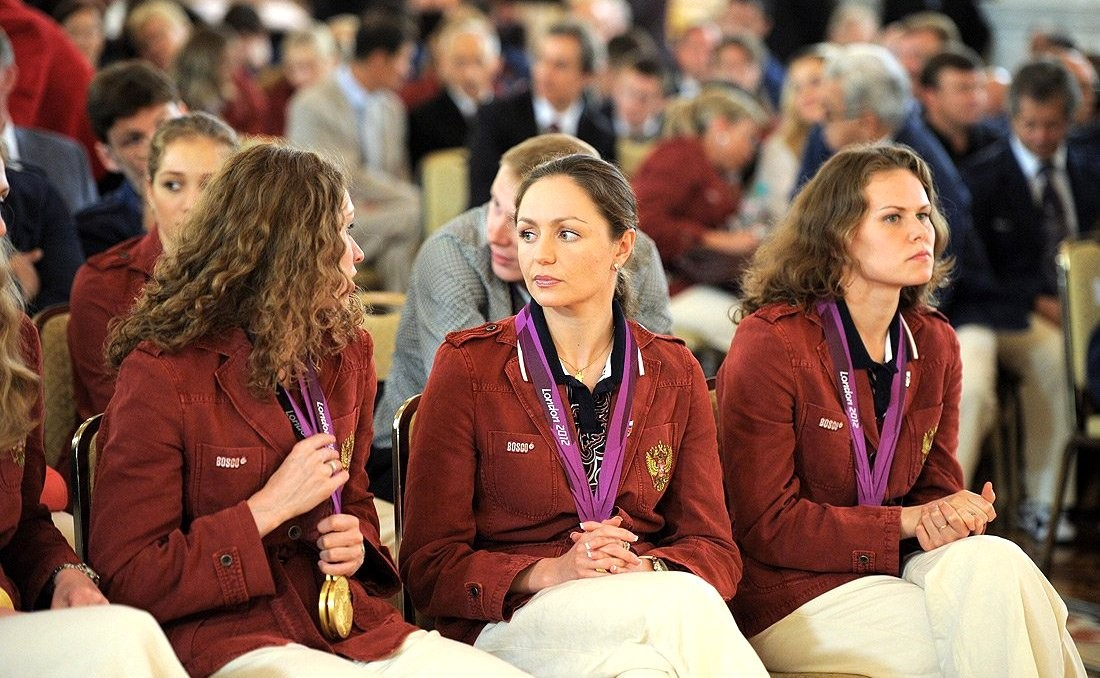
가운데 있는 사람이 다비도바이다.

아나스타샤 다비도바(본명: 아나스타샤 세묘노브나 다비도바, 러시아어: Анастасия Семёновна Давыдова, 1983년 2월 2일 ~ )는 러시아의 전 아티스틱스위밍 선수이자 올림픽 5회 금메달리스트이자 현재 코치이다.

## 생애
다비도바는 2004년 아테네 하계 올림픽, 2008년 베이징 하계 올림픽에서 아나스타시야 예르마코바와 듀엣 경기에서 금메달을 획득했고, 2004년, 2008년, 2012년 올림픽에서는 러시아 금메달팀의 일원이었다. 런던 올림픽 이후 아나스타샤는 대회에서 은퇴하고 코치를 맡겠다고 발표했다.
2022년 9월, 귀국 계획 없이 러시아를 떠난 것으로 확인됐다.